# هيو هنري براكنريدغ
هيو هنري براكنريدغ (بالإنجليزية: Hugh Henry Brackenridge)‏ (1748 في المملكة المتحدة - 25 يونيو 1816 في الولايات المتحدة)؛ كاتب، محامي، قاضي، شاعر، مؤلف وروائي أمريكي.

## روابط خارجية
- هيو هنري براكنريدغ على موقع الموسوعة البريطانية (الإنجليزية)